# Partidos políticos mais antigos da Europa
Esta lista contém os partidos políticos mais antigos de cada país europeu que ainda estão em atividade:
| País                 | Partido                         | Partido | Fundação                        | Espectro                        | Notas |
| País                 | Emblema                         | Nome | Fundação                        | Espectro                        | Notas |
| -------------------- | ------------------------------- | --- | ------------------------------- | ------------------------------- | --- |
| Albânia              |                                 | Partido do Movimento pela Legalidade Albanês: Partia Lëvizja e Legalitetit, PLL | 1924                            | Direita                         | - No exilio entre 1945 e 1992. |
| Alemanha             |                                 | Partido Social-Democrata da Alemanha Alemão: Sozialdemokratische Partei Deutschlands, SPD | 1863 /1875                      | Centro-esquerda                 | - Fundada a Associação Geral dos Trabalhadores Alemães em 1863. - Partido dos Trabalhadores Social-Democratas fundado em 1869. - União dos anteriores partidos em 1875, com o nome Partido Socialista dos Trabalhadores da Alemanha. - Denominação atual desde 1890. - Banido entre 1933 e 1945.               |
| Alemanha             |                                 | Partido do Centro Alemão Alemão: Deutsche Zentrumspartei, DZP | 1870                            | Centro-direita                  | - Banido entre 1933 e 1945. |
| Andorra              |                                 | Liberais d'Andorra Catalão: Liberals d'Andorra, L'A | 1992                            | Centro-direita                  | - Fundado em 1992 com a denominação União Liberal. - Partido reativado em 2011. |
| Armênia              |                                 | Federação Revolucionária Armênia Arménio: Հայ Յեղափոխական Դաշնակցութիւն, ՀՅԴ | 1890                            | Centro-esquerda                 | - No exilio entre 1920 e 1991, durante o domínio soviético. |
| Áustria              |                                 | Partido Social-Democrata da Áustria Alemão: Sozialdemokratische Partei Österreichs, SPÖ | 1889                            | Centro-esquerda                 | - Fundado em 1889 como Partido Social-Democrata Operário da Áustria. - Mudou de nome para Partido Socialista da Áustria em 1945. - Denominação atual desde 1991. |
| Azerbaijão           |                                 | Partido da Pátria Azeri: Ana Vətən Partiyası, AVP | 1990                            | Direita                         | - Registado em 11 de agosto de 1992. |
| Bélgica              |                                 | Perspetivas. Liberdade. Progresso. Alemão: Perspektiven. Freiheit. Fortschritt, PFF | 1961                            | Direita                         | |
| Bielorrússia         |                                 | Assembleia Social Democrata da Bielorrússia Bielorrusso: Беларуская сацыял-дэмакратычная Грамада, БСДГ | 1991                            | Centro-esquerda                 | - Banido em 15 de agosto de 2023. |
| Bósnia e Herzegovina |                                 | Partido da Ação Democrática Bósnio: Stranka demokratske akcije, SDA | 1990                            | Centro-direita                  | |
| Bulgária             |                                 | Partido Democrático Búlgaro: Демократическа партия, Дп | 1896                            | Centro-direita                  | |
| Cazaquistão          |                                 | Partido da Liberdade Nacional Alash Cazaque: Alaş ūlttyq bostandyq partiasy, Aūbp | 1990                            | Direita                         | - Desde a sua fundação o partido é ilegal. |
| Chéquia              |                                 | Social Democracia Checo: Sociální demokracie, SOCDEM | 1878                            | Centro-esquerda                 | - Fundado em 1878 como Partido Social Democrata Tchecoslavônico na Áustria. - Incorporado ao Partido Comunista da Checoslováquia em 1948. - Em 1989 voltou a ser um partido independente. - Denominação atual desde 10 de junho de 2023.                                                                       |
| Chipre               |                                 | Partido Progressista do Povo Trabalhador Grego: Ανορθωτικό Κόμμα Εργαζόμενου Λαού, AKEL | 1926                            | Esquerda                        | - Em 1926 foi fundado como o Partido Comunista de Chipre. - Em 1931 foi proibido devido à sua natureza pró-independência. - Em 1941 adotou o seu nome atual. |
| Croácia              |                                 | Partido Social Liberal Croata Croata: Hrvatska socijalno-liberalna stranka, HSLS | 1989                            | Centro                          | |
| Dinamarca            |                                 | Venstre, Partido Liberal da Dinamarca Dinamarquês: Venstre, Danmarks Liberale Parti, V | 1870                            | Centro-direita                  | - Fundado em 1870 como A Esquerda Unida. |
| Eslováquia           |                                 | Partido Nacional Eslovaco Eslovaco: Slovenská národná strana, SNS | 1989                            | Direita                         | |
| Eslovênia            |                                 | Partido Democrático Esloveno Esloveno: Slovenska demokratska stranka, SDS | 1989                            | Direita                         | - Fundado em 1989 como Partido Social-Democrata da Eslovénia. - Em 2003 adotou a denominação atual. |
| Espanha              |                                 | Partido Socialista Operário Espanhol Espanhol: Partido Socialista Obrero Español, PSOE | 1879                            | Centro-esquerda                 | - O PSOE foi banido por Francisco Franco em 1939. - Em 1977 voltou a ser legalizado. |
| Estónia              |                                 | Partido Social-Democrata Estonio: Sotsiaaldemokraatlik Erakond, SDE | 1990                            | Centro-esquerda                 | - Fundado em 1990 como Partido Social-Democrata Estónio. |
| Finlândia            |                                 | Partido Social-Democrata da Finlândia Finlandês: Suomen Sosialidemokraattinen Puolue, SDP | 1899                            | Centro-esquerda                 | - Fundado em 1899 como Partido Trabalhista Finlandês. - Em 1903 adotou a denominação atual. |
| França               |                                 | Partido Radical Francês: Parti républicain, radical et radical-socialiste, PR | 1901                            | Centro-direita                  | - Em 2017 juntou-se ao Partido Radical de Esquerda dentro do Movimento Radical. - Reativado em 2021. |
| Geórgia              |                                 | Partido Republicano da Geórgia Geórgiano: საქართველოს რესპუბლიკური პარტია, სრპ | 1978                            | Centro-direita                  | - Fundado como uma organização política clandestina na RSS Georgiana. - Legalizado em 1990. |
| Grécia               |                                 | Partido Comunista da Grécia Grego: Κομμουνιστικό Κόμμα Ελλάδας, KKE | 1918                            | Esquerda                        | - Foi fundado em 1918 como Partido Socialista-Trabalhista da Grécia. - Em 1920 foi renomado para Socialist Labour Party of Greece-Communist - Em 1924 adotou a denominação atual. |
| Hungria              |                                 | Partido Popular Democrata-Cristão Húngaro: Kereszténydemokrata Néppárt, KDNP | 1944                            | Direita                         | - Legalizado em 1989. |
| Irlanda              |                                 | Partido Trabalhista Inglês: Labour Party, LP Irlandês: Páirtí an Lucht Oibre, PLO | 1912                            | Centro-esquerda                 | |
| Islândia             |                                 | Partido do Progresso Islandês: Framsóknarflokkurinn, FSF | 1916                            | Centro-direita                  | |
| Itália               |                                 | Partido Republicano Italiano Italiano: Partito Repubblicano Italiano, PRI | 1895                            | Centro                          | |
| Letónia              |                                 | Partido Social-Democrata Operário Letão Letão: Latvijas Sociāldemokrātiskā Strādnieku Partija, LSDSP | 1918                            | Centro-esquerda                 | - Banido de 1934 a 1989. - Legalizado em 1989. |
| Liechtenstein        |                                 | Partido dos Cidadãos Progressistas Alemão: Fortschrittliche Bürgerpartei in Liechtenstein, FBP | 1918                            | Centro-direita                  | |
| Lituânia             |                                 | Partido Social Democrata da Lituânia Lituano: Lietuvos socialdemokratų partija, LSDP | 1896                            | Centro-esquerda                 | - Banido de 1927 a 1989 - Legalizado em 1989. |
| Luxemburgo           |                                 | Partido Comunista do Luxemburgo Luxemburguês: Kommunistesch Partei Lëtzebuerg, KPL | 1921                            | Esquerda                        | |
| Macedônia do Norte   |                                 | Partido Social Democrata da Macedônia Macedónio: Социјалдемократска партија на Македонија, Сдпм | 1990                            | Centro-esquerda                 | |
| Malta                |                                 | Partido Trabalhista Maltês: Partit Laburista, PL | 1920                            | Centro-esquerda                 | |
| Moldávia             |                                 | Partido Popular Democrata-Cristão Romeno: Partidul Popular Creștin Democrat, PPCD | 1989                            | Direita                         | |
| Mónaco               |                                 | União Monegasca Francês: Union Monégasque, UM | 2003                            | Centro                          | |
| Montenegro           |                                 | Liga Democrática de Montenegro Montenegrino: Demokratski savez u Crnoj Gori, DSCG Albanês: Lidhja Demokratike në Mal të Zi, LDMZ                                                                                         | 1990                            | Centro-direita                  | |
| Noruega              |                                 | Partido Liberal Norueguês: Venstre, V | 1884                            | Centro                          | |
| Países Baixos        |                                 | Partido Político Reformado Neerlandês: Staatkundig Gereformeerde Partij, SGP | 1918                            | Direita                         | |
| Polónia              |                                 | Partido Socialista Polaco Polaco: Polska Partia Socjalistyczna, PPS | 1892 /1987                      | Esquerda                        | - Fundado originalmente em 1892. - Em 1948 juntou-se com o Partido dos Trabalhadores Polacos para fundar o Partido Operário Unificado Polaco. - Refundado em 1987. |
| Portugal             |                                 | Partido Comunista Português, PCP | 1921                            | Esquerda                        | - Sucessor da Federação Maximalista Portuguesa fundada em 1919, um movimento que surge numa divisão dentro do Partido Socialista Português (PSP) fundado em 1875. - Ilegalizado em 1926 após a Instauração da ditadura militar. - Registado em 26 de dezembro de 1974.                                         |
| Reino Unido          |                                 | Partido Conservador e Unionista Inglês: Conservative and Unioist Party, CUP | 1834                            | Centro-direita                  | - Sucessor do Partido Tory fundado em 1678. |
| Roménia              |                                 | União Democrática dos Húngaros na Roménia Húngaro: Romániai Magyar Demokrata Szövetség, RMDSZ Romeno: Uniunea Democrată Maghiară din România, UDMR                                                                       | 1989                            | Centro-direita                  | |
| Rússia               |                                 | Partido Comunista da Federação Russa Russo: Коммунистическая Партия Российской Федерации, КПРФ | 1990 /1993                      | Esquerda                        | - Fundado em 1990 como Partido Comunista da RSFSR sendo uma divisão do Partido Comunista da União Soviética fundado em 1912, partido esse surgido de uma divisão dentro do Partido Operário Social-Democrata Russo fundado em 1898. - Banido em 1991. - Refundado e registado em 1993 com a denominação atual. |
| San Marino           |                                 | Partido Democrata Cristão de San Marino Italiano: Partito Democratico Cristiano Sammarinese, PDCS | 1948                            | Centro                          | |
| Sérvia               |                                 | Partido Democrático Sérvio: Демократска странка, ДC | 1990                            | Centro-esquerda                 | - Registado em 27 de julho de 1990. |
| Suécia               |                                 | Partido Operário Social-Democrata da Suécia Sueco: Sveriges Socialdemokratiska Arbetareparti, SAP | 1889                            | Centro-esquerda                 | |
| Suíça                |                                 | Partido Social Democrata da Suíça Francês: Parti Socialiste Suisse, PS Italiano: Partito Socialista Svizzero, PS Romanche: Partida Socialdemocratica da la Svizra, PS Alemão: Sozialdemokratische Partei der Schweiz, SP | 1888                            | Centro-esquerda                 | |
| Turquia              |                                 | Partido Republicano do Povo Turco: Cumhuriyet Halk Partisi, CHP | 1919 /1923                      | Centro-esquerda                 | - Fundado em 7 de setembro 1919 como movimento de resistência. - Passou a partido em 9 de setembro de 1923. - Em 1923 adotou a denominação atual. - Reestabelecido em 9 de setembro de 1992. |
| Ucrânia              |                                 | Movimento Popular da Ucrânia Ucraniano: Народний Рух України, НРУ | 1990                            | Centro-direita                  | |
| Vaticano             | Não existem partidos políticos. | Não existem partidos políticos. | Não existem partidos políticos. | Não existem partidos políticos. | Não existem partidos políticos. |